# Ville administrée par le comté (république de Chine)
Pour les articles homonymes, voir Ville.
À Taïwan, la ville administrée par le comté (chinois traditionnel : 縣轄市 ; pinyin : xiànxiáshì, anglais : county-administered city) est une subdivision administrative de niveau secondaire.

## Hiérarchie
Dans la hiérarchie des organes de gouvernement autonomes (anglais : self-governing bodies), la ville administrée par le comté se classe sous le comté, organe de premier niveau,.
La ville administrée par le comté est composé par les villages urbains (chinois traditionnel : 里 ; pinyin : lǐ, anglais : urban village), eux-mêmes composés par les quartiers (chinois traditionnel : 鄰 ; pinyin : lín, anglais : neighborhood),.